# Marchel (Mihăescu)
Marchel (rodným jménem: Nicolae Vladimirovici Mihăescu; * 18. srpna 1959, Pîrlița) je moldavský duchovní Moldavské pravoslavné církve a arcibiskup bălțijský făleştijský.

## Život
Narodil se 18. srpna 1959 v Pîrlițě.
Roku 1974 dokončil střední školu a poté studovaz automechanika. V květnu 1978 byl povolán do řad Sovětské armády. Po demobilizaci v dubnu 1980 začal pracovat jako dělník v ženském monastýru v Japce. V letech 1981-1985 studoval Oděský duchovní seminář. Dne 16. září 1985 byl vysvěcen na diakona.
Dne 3. ledna 1988 byl metropolitou kišiněvským a moldavským Serapionem (Fadejevem) postřižen na monacha se jménem Marchel k poctě přeodobného igumena monastýru "nespících" Marcela. Dne 6. ledna stejného roku byl vysvěcen na hieromonacha. Stejného roku byl na Velikonoce metropolitou Serapionem povýšen na igumena a 20. listopadu na archimandritu.
Od 14. ledna 1988 do 15. února 1989 byl představeným dvou chrámů v okresu Făleşti. Poté se stal ekonomem v mužském monastýru v Căprianaa a inspektorem Kišiněvského duchovního učiliště a profesorem liturgie.
Dne 15. října 1990 byl jmenován představeným chrámu sv. Michaela v Rybnici. Dne 26. srpna 1992 byl jmenován sekretářem vikariátu Bălţi. Následně studoval dva roky na Moskevské duchovní akademii. Roku 1997 dokončil právnickou fakultu Lomonosovovy univerzity jejíž pobočka se nacházela v Bălţi. Roku 2000 nastoupil na dálkové studium Kyjevské duchovní akademie, které dokončil roku 2003.
Dne 6. října 2006 byl Svatým synodem Ruské pravoslavné církve vybrán za biskupa Bălţi a Făleşti. Jmenování proběhlo 10. března 2007 v chrámu Všech svatých monastýru Danilov. Biskupská chirotonie proběhla 11. března. Hlavním světitelem byl patriarcha Alexij II.
Je členem Synodální biblicko-bohoslovecké komise Ruské pravoslavné církve.
Dne 16. května 2021 byl v chrámu Krista Spasitele v Moskvě patriarchou moskevským Kirillem povýšen na arcibiskupa.

## Řády a vyznamenání

### Církevní
- 1988 – Řád svatého apoštolům rovného knížete Vladimíra 3. třídy
- 1989 – Řád přepodobného Sergija Radoněžského 3. třídy
- 1997 – Řád svatého blahověrného knížete Daniela Moskevského 3. třídy
- 2002 – Řád přepodobného Paisija Veličkovského 2. třídy (Moldavská pravoslavná církev)
- 2014 – Řád přepodobného Serafima Sarovského 2. třídy
- 2019 – Řád svatého Innokentija Moskevského 2. třídy